# Nguyễn Thu Hằng
Nguyễn Thu Hằng là nữ ca sĩ Việt Nam, cô bắt đầu sự nghiệp với giải Quán quân dòng nhạc Dân gian trong cuộc thi Sao Mai 2015, từng vinh dự giành được 1 đề cử giải Cống hiến.

## Tiểu sử
Nguyễn Thu Hằng tên đầy đủ là Nguyễn Thị Thu Hằng, sinh ngày 4 tháng 11 năm 1995 tại Hà Nội, trong gia đình có hai chị em; chị gái là Bích Hồng, từng đứng hạng ba tại giải Sao Mai 2011 dòng nhạc Dân gian.

## Sự nghiệp
Năm 2011, Nguyễn Thu Hằng nhập học tại Học viện Âm nhạc Quốc gia Việt Nam, dưới sự huấn luyện của Quán quân Sao mai 2001, tiến sĩ Phương Nga và NSND Thu Hiền. Năm 2015, Thu Hằng giành giải Nhất dòng nhạc Dân gian tại giải Sao Mai 2015 với ca khúc Vọng quốc của tác giả Huỳnh Tú. Năm 2016 cô ra mắt sản phẩm đầu tay với tựa đề "Trong", gồm 1 MV và 1 album phát hành online. Sau đó cô tiếp tục việc học tại Học viện.
Năm 2018, Thu Hằng phát hành album nhạc Phật giáo mang tên Hương đạo, và thành người dẫn chương trình Bản tin Văn hóa của Truyền hình Thông tấn (TTXVN). Cuối năm 2019, tốt nghiệp Học viện Âm nhạc Quốc gia Việt Nam. Hiện tại cô là giảng viên trợ giảng cho nghệ sĩ Phương Nga tại Học viện, với trình độ thạc sĩ âm nhạc.
Năm 2022, cô tham gia đóng vai chính trong 2 bộ phim ca nhạc của Đài Truyền hình Việt Nam là Theo dấu chân cha và Thư gửi con gái. Trong Liên hoan Truyền hình Toàn quốc lần thứ 41, tổ chức đầu năm 2023, bộ phim Thư gửi con gái đã giành Giải vàng cho hạng mục Chương trình Ca Múa Nhạc.

## Đời tư
Thu Hắng đã giấu kín việc lập gia đình, trong dịp sinh nhật mình vào tháng 11 năm 2020, Thu Hằng công ảnh cô con gái mới đầy tháng của mình.

## Tác phẩm

### Album phòng thu
- Trong (2016)[2]
- Hương đạo (2018)[9]
- Hằng (2020)[10]

### MV single
- 2016 - Trong[2]
- 2017 - Thư gửi Santa Claus
- 2017 - Thương ơi lòng mẹ (sáng tác: Phạm Phương Thảo)
- 2018 - Lạy mẹ Quan Âm (đạo diễn Lê Việt Hương)[9]
- 2019 - Nhà em ở lưng đồi (đạo diễn Trần Xuân Chung)[11]
- 2019 - Mơ duyên (sáng tác Phạm Phương Thảo, đạo diễn Trần Xuân Chung)[11]
- 2022 - Áo anh màu nắng (sáng tác Phạm Phương Thảo, đạo diễn Trần Xuân Chung)[11]
- 2022 - Tiếng sáo chiều (Sáng tác: Tuấn Hồ)
- 2022 - Chill cùng Tây Bắc - song ca cùng Phúc Bồ (sáng tác: Phúc Bồ, Phạm Việt Tuân, Rick - đạo diễn: Đồng Nart)[12]
- 2023 - Hoa Ban về[13]

### Phim ca nhạc
- 2021 - Hồn Ngàn Thu[14]
- 2022 - Theo dấu chân cha (VTV)[6]
- 2022 - Thư gửi con gái (VTV) vai My[7]

### Dân chương trình
- 2016 - Cô Tấm và cuộc phiêu lưu diệu kì[15]
- Từ 2019 - Bản tin Văn hóa của Truyền hình Thông tấn

## Giải thưởng
- Đại diện Học viện âm nhạc quốc gia Việt Nam tham dự Đại hội Đại biểu toàn quốc Hội Sinh viên Việt Nam lần thứ 10[8]
- 2003 - Liên hoan Truyền hình toàn quốc - Bộ phim Thư gửi con gái đoạt giải Vàng thể loại Chương trình Ca múa nhạc.[7]
- 2016 - Album "Trong", đề cử giải Âm nhạc Cống hiến của báo Thể thao & Văn hóa[16]
- 2018 - Một trong 10 gương mặt trẻ Thủ đô tiêu biểu, và cũng là gương mặt duy nhất thuộc lĩnh vực nghệ thuật nhận phần thưởng này.[17]